# Großer Preis der USA 1963
Der Große Preis der USA 1963 (offiziell VI United States Grand Prix) fand am 6. Oktober auf dem Watkins Glen International in Watkins Glen statt und war das achte Rennen der Automobil-Weltmeisterschaft 1963.

## Berichte

### Hintergrund
Beim Großen Preis der USA fuhr der kanadische Rennfahrer Peter Broeker sein einziges Rennen in der Automobilweltmeisterschaft. Das besondere an dieser Rennteilnahme war sein Stebro-Fahrzeug mit einem Ford-Cosworth-Motor. Während es für Stebro der einzige Grand Prix blieb, folgten für den Motorenhersteller Ford-Cosworth in den folgenden Jahren erst weitere vereinzelte Rennen, ab 1967 stellten sich erste Siege ein und in den weiteren Jahrzehnten wurde der Motorenhersteller zu einem der erfolgreichsten in der Automobil-Weltmeisterschaft.
Nach dem Gewinn beider Titel meldete Lotus eine neue Fahrerpaarung für den Grand Prix. Neben Jim Clark kehrte Trevor Taylor nach seiner Verletzungspause zum Team zurück, ein dritter Wagen war für Pedro Rodríguez gemeldet, der sein Debütrennen bestritt. Rodríguez war der Bruder des im Jahr zuvor tödlich verunglückten Ricardo Rodríguez und war später bis zum Sieg von Sergio Pérez beim Großen Preis von Sachir 2020 der einzige mexikanische Grand Prix Sieger. Bei Reg Parnell Racing wurden drei amerikanische Fahrer gemeldet. Masten Gregory fuhr bereits zuvor für das Team, Hap Sharp bestritt sein erstes Saisonrennen und Rodger Ward kehrte nach drei Jahren in die Automobil-Weltmeisterschaft zurück, fuhr anschließend aber keine Grand Prix mehr. Ferrari verzichtete auf den Einsatz des neuen Ferrari 156 Aero und fuhr stattdessen mit den älteren Ferrari 156/63. Bei Brabham war ein Brabham BT3 für Jack Brabham gemeldet und ein Brabham BT7 für Dan Gurney. Brabham hatte Schwierigkeiten die Strecke zu erreichen, nachdem er am Flughafen keinen Mietwagen sowie Taxi fand. Er fuhr daraufhin per Anhalter zur Rennstrecke.
Mit Bruce McLaren und Clark nahmen zwei ehemalige Sieger am Rennen teil, bei den Konstrukteuren war zuvor Cooper einmal erfolgreich, Lotus gewann die letzten drei Austragungen des Grand Prix. In der Fahrerwertung führte Clark vor Ginther und Surtees und war bereits vorzeitig Weltmeister. In der Konstrukteurswertung führte Lotus uneinholbar vor B.R.M. und Ferrari.

### Training
Graham Hill, Clark und John Surtees waren die drei Fahrer, die 1963 bereits auf Startplatz eins standen und die im Training nur knapp auseinander lagen. Mit einer Zehntelsekunde Vorsprung auf Clark sicherte sich Graham Hill die Pole-Position, Surtees wurde Dritter. Für Graham Hill war es die zweite Pole-Position der Saison, nachdem er bereits beim Großen Preis von Belgien Trainingsschnellster war. Während des Trainings kam er von der Strecke ab und rutschte durch ein Waldstück, jedoch ohne einen Baum zu treffen. Hill blieb unverletzt, der Wagen unbeschädigt.
Richie Ginther qualifizierte sich auf Platz vier vor den beiden Brabham-Fahrern. Taylor folgte auf Rang sieben vor Gregory, Lorenzo Bandini und Tony Maggs. Rodríguez qualifizierte sich bei seinem Debüt auf Startplatz 13. Broeker wurde mit großem Abstand letzter im Training, er war über 15 Sekunden langsamer als Graham Hill. Sein Wagen verlor Öl und verteilte es auf die gesamte Strecke. Die Folge davon war eine halbstündige Unterbrechung.

### Rennen
Auf dem Weg in die Startaufstellung gab es eine Störung an der Batterie von Clarks Wagens. Der Fehler wurde behoben und Clark nahm das Rennen mit einer Runde Rückstand auf. Anschließend war er der schnellste Fahrer und fuhr regelmäßig schnellste Rennrunden, um seinen Vorsprung auf die Konkurrenz wieder zu verringern. Den Start gewann Graham Hill vor seinem Teamkollegen Ginther. Surtees war Dritter und attackierte in den folgenden Runden die beiden B.R.M.- Fahrer. Er überholte nacheinander beide und übernahm die Führung in Runde sieben.
In dieser Phase des Rennens schieden beide A.T.S. mit defekter Ölpumpe aus. Auch die Fahrer von Reg Parnell Racing erreichten das Ziel nicht, sie fielen später mit unterschiedlichen Defekten aus. Ein weiteres Team, dessen Fahrer das Rennen aufgeben mussten, war Lotus. In Runde 24 stellte Taylor den Wagen mit einem Schaden an der Elektrik ab, Rodríguez folgte mit Motorschaden. Damit verblieb für das Team nur Clark im Rennen, der nach Halbzeit bereits Position zehn erreicht hatte.
Surtees führte den Grand Prix an, während sich hinter ihm mehrere Positionskämpfe entwickelten. Gurney überholte ebenfalls beide B.R.M. und war neuer Zweiter. Brabham überholte daraufhin Ginther, während Graham Hill gegen Gurney konterte. Anschließend kam Graham Hill an Surtees heran und attackierte ihn. In den folgenden Rennrunden wechselte die Führung zwischen den beiden viermal, bevor Graham Hill durch einen beschädigten Überrollbügel leicht zurückfiel. Doch auch seine Kontrahenten bekamen Schwierigkeiten. Gurney stellte seinen Wagen mit beschädigtem Chassis ab, bei Surtees verursachte eine Ventilfeder mit anschließendem Motorschaden den Ausfall. Brabhams Motor hatte Fehlzündungen und beide Cooper des Werksteams fielen ebenfalls aus. Da Surtees und McLaren jedoch die notwendige Renndistanz zurückgelegt hatten, wurden sie noch auf den Plätzen neun und elf gewertet.
Durch die große Anzahl von Ausfällen und Defekten übernahm Graham Hill erneut die Führung und hielt sie bis zum Rennende. Dies war sein zweiter Saisonsieg, nachdem er zuvor bereits den Großen Preis von Monaco gewonnen hatte. Außerdem war es der Auftakt zu einer Serie von drei Siegen in Folge für Graham Hill auf B.R.M. beim Großen Preis der USA. Im Ziel hatte Graham Hill eine halbe Minute Vorsprung auf seinen Teamkollegen Ginther. Für B.R.M. war es der zweite Doppelsieg in der Saison. Clark hatte sich in der zweiten Rennhälfte weitere Positionen verbessert und wurde am Ende mit einer Runde Rückstand Dritter. Bereits zwei Runden zurück lag Brabham auf Position vier, fünfter wurde Bandini. Das letzte Mal in seiner Karriere fuhr Carel Godin de Beaufort in die Punkteränge auf Rang sechs. Dies war auch der letzte Zähler für Porsche in der Automobil-Weltmeisterschaft. Broeker verpasste die Punkteränge auf Platz sieben, allerdings hatte er 22 Runden Rückstand auf den Sieger Graham Hill.
In der Fahrerwertung verringerte sich der Abstand von Clark zum Zweitplatzierten Ginther auf 23 Punkte. Graham Hill und Surtees lagen nach dem Grand Prix punktgleich auf Rang drei. In der Konstrukteurswertung führte Lotus mit 51 Punkten vor B.R.M. mit 35 Zählern, Ferrari blieb Dritter.

## Meldeliste
| Team                        | Nr. | Fahrer                  | Chassis        | Motor                | Reifen |
| --------------------------- | --- | ----------------------- | -------------- | -------------------- | ------ |
| Owen Racing Organisation    | 01  | Graham Hill             | BRM P57        | BRM 1.5 V8           | D      |
| Owen Racing Organisation    | 02  | Richie Ginther          | BRM P57        | BRM 1.5 V8           | D      |
| Cooper Car Company          | 03  | Bruce McLaren           | Cooper T66     | Climax 1.5 V8        | D      |
| Cooper Car Company          | 04  | Tony Maggs              | Cooper T66     | Climax 1.5 V8        | D      |
| Brabham Racing Organisation | 05  | Jack Brabham            | Brabham BT3    | Climax 1.5 V8        | D      |
| Brabham Racing Organisation | 06  | Dan Gurney              | Brabham BT7    | Climax 1.5 V8        | D      |
| Team Lotus                  | 08  | Jim Clark               | Lotus 25       | Climax 1.5 V8        | D      |
| Team Lotus                  | 09  | Trevor Taylor           | Lotus 25       | Climax 1.5 V8        | D      |
| Team Lotus                  | 10  | Pedro Rodríguez         | Lotus 25       | Climax 1.5 V8        | D      |
| Rob Walker Racing Team      | 11  | Joakim Bonnier          | Cooper T66     | Climax 1.5 V8        | D      |
| Ecurie Maarsbergen          | 12  | Carel Godin de Beaufort | Porsche 718    | Porsche 1.5 B4       | D      |
| Siffert Racing Team         | 14  | Joseph Siffert          | Lotus 24       | BRM 1.5 V8           | D      |
| British Racing Partnership  | 16  | Jim Hall                | Lotus 24       | BRM 1.5 V8           | D      |
| Reg Parnell Racing          | 17  | Masten Gregory          | Lola Mk4A      | Climax 1.5 V8        | D      |
| Reg Parnell Racing          | 18  | Rodger Ward             | Lotus 24       | BRM 1.5 V8           | D      |
| Reg Parnell Racing          | 22  | Hap Sharp               | Lotus 24       | BRM 1.5 V8           | D      |
| Canadian Stebro Racing      | 21  | Peter Broeker           | Stebro Mk IV   | Ford-Cosworth 1.5 L4 | D      |
| Scuderia Ferrari SpA SEFAC  | 23  | John Surtees            | Ferrari 156/63 | Ferrari 1.5 V6       | D      |
| Scuderia Ferrari SpA SEFAC  | 24  | Lorenzo Bandini         | Ferrari 156/63 | Ferrari 1.5 V6       | D      |
| A.T.S.                      | 25  | Phil Hill               | A.T.S. 100     | A.T.S. 1.5 V8        | D      |
| A.T.S.                      | 26  | Giancarlo Baghetti      | A.T.S. 100     | A.T.S. 1.5 V8        | D      |

## Klassifikationen

### Startaufstellung
| Pos. | Fahrer                  | Konstrukteur   | Zeit   | Ø-Geschwindigkeit | Start |
| ---- | ----------------------- | -------------- | ------ | ----------------- | ----- |
| 01   | Graham Hill             | B.R.M.         | 1:13,4 | 181,52 km/h       | 01    |
| 02   | Jim Clark               | Lotus-Climax   | 1:13,5 | 181,27 km/h       | 02    |
| 03   | John Surtees            | Ferrari        | 1:13,7 | 180,78 km/h       | 03    |
| 04   | Richie Ginther          | B.R.M.         | 1:14,0 | 180,05 km/h       | 04    |
| 05   | Jack Brabham            | Brabham-Climax | 1:14,2 | 179,56 km/h       | 05    |
| 06   | Dan Gurney              | Brabham-Climax | 1:14,5 | 178,84 km/h       | 06    |
| 07   | Trevor Taylor           | Lotus-Climax   | 1:15,6 | 176,24 km/h       | 07    |
| 08   | Masten Gregory          | Lola-Climax    | 1:15,6 | 176,24 km/h       | 08    |
| 09   | Lorenzo Bandini         | Ferrari        | 1:15,8 | 175,77 km/h       | 09    |
| 10   | Tony Maggs              | Cooper-Climax  | 1:15,8 | 175,77 km/h       | 10    |
| 11   | Bruce McLaren           | Cooper-Climax  | 1:15,9 | 175,54 km/h       | 11    |
| 12   | Joakim Bonnier          | Cooper-Climax  | 1:16,3 | 174,62 km/h       | 12    |
| 13   | Pedro Rodríguez         | Lotus-Climax   | 1:16,5 | 174,16 km/h       | 13    |
| 14   | Joseph Siffert          | Lotus-B.R.M.   | 1:16,5 | 174,16 km/h       | 14    |
| 15   | Phil Hill               | A.T.S.         | 1:17,1 | 172,81 km/h       | 15    |
| 16   | Jim Hall                | Lotus-B.R.M.   | 1:17,7 | 171,47 km/h       | 16    |
| 17   | Rodger Ward             | Lotus-B.R.M.   | 1:19,2 | 168,23 km/h       | 17    |
| 18   | Hap Sharp               | Lotus-B.R.M.   | 1:20,0 | 166,55 km/h       | 18    |
| 19   | Carel Godin de Beaufort | Porsche        | 1:22,3 | 161,89 km/h       | 19    |
| 20   | Giancarlo Baghetti      | A.T.S.         | 1:25,2 | 156,38 km/h       | 20    |
| 21   | Peter Broeker           | Stebro-Ford    | 1:28,6 | 150,38 km/h       | 21    |

### Rennen
| Pos. | Fahrer                  | Konstrukteur   | Runden | Stopps | Zeit        | Start | Schnellste Runde |
| ---- | ----------------------- | -------------- | ------ | ------ | ----------- | ----- | ---------------- |
| 01   | Graham Hill             | B.R.M.         | 110    | 0      | 2:19:22,1   | 01    |                  |
| 02   | Richie Ginther          | B.R.M.         | 110    | 0      | + 34,3      | 04    |                  |
| 03   | Jim Clark               | Lotus-Climax   | 110    | 0      | + 1 Runde   | 02    | 1:14,5           |
| 04   | Jack Brabham            | Brabham-Climax | 108    | 0      | + 2 Runden  | 05    |                  |
| 05   | Lorenzo Bandini         | Ferrari        | 106    | 0      | + 4 Runden  | 09    |                  |
| 06   | Carel Godin de Beaufort | Porsche        | 99     | 0      | + 11 Runden | 19    |                  |
| 07   | Peter Broeker           | Stebro-Ford    | 88     | 0      | + 22 Runden | 21    |                  |
| 08   | Joakim Bonnier          | Cooper-Climax  | 85     | 0      | + 25 Runden | 12    |                  |
| 09   | John Surtees            | Ferrari        | 82     | 0      | + 28 Runden | 03    |                  |
| 10   | Jim Hall                | Lotus-B.R.M.   | 76     | 0      | + 34 Runden | 16    |                  |
| 11   | Bruce McLaren           | Cooper-Climax  | 74     | 0      | + 36 Runden | 11    |                  |
| –    | Joseph Siffert          | Lotus-B.R.M.   | 56     | 0      | DNF         | 14    |                  |
| –    | Rodger Ward             | Lotus-B.R.M.   | 44     | 0      | DNF         | 17    |                  |
| –    | Tony Maggs              | Cooper-Climax  | 44     | 0      | DNF         | 10    |                  |
| –    | Dan Gurney              | Brabham-Climax | 42     | 0      | DNF         | 06    |                  |
| –    | Pedro Rodríguez         | Lotus-Climax   | 36     | 0      | DNF         | 13    |                  |
| –    | Trevor Taylor           | Lotus-Climax   | 24     | 0      | DNF         | 07    |                  |
| –    | Masten Gregory          | Lola-Climax    | 14     | 0      | DNF         | 08    |                  |
| –    | Hap Sharp               | Lotus-B.R.M.   | 6      | 0      | DNF         | 18    |                  |
| –    | Phil Hill               | A.T.S.         | 4      | 0      | DNF         | 15    |                  |
| –    | Giancarlo Baghetti      | A.T.S.         | 0      | 0      | DNF         | 20    |                  |

## WM-Stände nach dem Rennen
Die ersten sechs des Rennens bekamen 9, 6, 4, 3, 2, 1 Punkte. Es zählten nur die sechs besten Ergebnisse aus zehn Rennen. In der Konstrukteurswertung zählten dabei nur die Punkte des bestplatzierten Fahrers eines Teams.

### Fahrerwertung
| Pos. | Fahrer                  | Konstrukteur                  | Punkte  |
| ---- | ----------------------- | ----------------------------- | ------- |
| 01   | Jim Clark               | Lotus-Climax                  | 51 (58) |
| 02   | Richie Ginther          | B.R.M.                        | 28 (30) |
| 03   | Graham Hill             | B.R.M.                        | 22      |
| 04   | John Surtees            | Ferrari                       | 22      |
| 05   | Bruce McLaren           | Cooper-Climax                 | 14      |
| 06   | Dan Gurney              | Brabham-Climax                | 12      |
| 07   | Tony Maggs              | Cooper-Climax                 | 9       |
| 08   | Jack Brabham            | Brabham-Climax / Lotus-Climax | 8       |
| 09   | Innes Ireland           | BRP-B.R.M / Lotus-B.R.M.      | 6       |
| 10   | Lorenzo Bandini         | B.R.M.                        | 4       |
| 11   | Gerhard Mitter          | Porsche                       | 3       |
| 12   | Jim Hall                | Lotus-B.R.M.                  | 3       |
| 13   | Joakim Bonnier          | Cooper-Climax                 | 3       |
| 14   | Carel Godin de Beaufort | Porsche                       | 2       |
| 15   | Trevor Taylor           | Lotus-Climax                  | 1       |
| 16   | Joseph Siffert          | Lotus-B.R.M.                  | 1       |
| 17   | Ludovico Scarfiotti     | Ferrari                       | 1       |
| 18   | Chris Amon              | Lola-Climax                   | 0       |
| 19   | Peter Broeker           | Stebro-Ford                   | 0       |

| Pos. | Fahrer                 | Konstrukteur               | Punkte |
| ---- | ---------------------- | -------------------------- | ------ |
| 20   | Maurice Trintignant    | Lotus-Climax / Lola-Climax | 0      |
| 21   | Tony Settember         | Scirocco-B.R.M.            | 0      |
| 22   | Mike Hailwood          | Lotus-Climax               | 0      |
| 23   | Bernard Collomb        | Lotus-Climax               | 0      |
| 24   | Masten Gregory         | Lotus-B.R.M.               | 0      |
| 25   | Phil Hill              | Lotus-B.R.M / A.T.S.       | 0      |
| 26   | Bob Anderson           | Lola-Climax                | 0      |
| 27   | John Campbell-Jones    | Lola-Climax                | 0      |
| 28   | Mike Spence            | Lotus-Climax               | 0      |
| 29   | Giancarlo Baghetti     | A.T.S.                     | 0      |
| –    | Rodger Ward            | Lotus-B.R.M.               | 0      |
| –    | Pedro Rodríguez        | Lotus-Climax               | 0      |
| –    | Willy Mairesse         | Ferrari                    | 0      |
| –    | Ian Burgess            | Scirocco-B.R.M.            | 0      |
| –    | Lucien Bianchi         | Lola-Climax                | 0      |
| –    | Ian Raby               | Gilby-B.R.M                | 0      |
| –    | Mário de Araújo Cabral | Cooper-Climax              | 0      |
| –    | Hap Sharp              | Lotus-B.R.M.               | 0      |

### Konstrukteurswertung
| Pos. | Konstrukteur   | Punkte  |
| ---- | -------------- | ------- |
| 01   | Lotus-Climax   | 51 (56) |
| 02   | B.R.M.         | 35 (37) |
| 03   | Ferrari        | 24      |
| 04   | Cooper-Climax  | 21      |
| 05   | Brabham-Climax | 18      |
| 06   | BRP-B.R.M.     | 6       |
| 07   | Porsche        | 5       |

| Pos. | Konstrukteur    | Punkte |
| ---- | --------------- | ------ |
| 08   | Lotus-B.R.M.    | 4      |
| 09   | Scirocco-B.R.M. | 0      |
| 10   | Lola-Climax     | 0      |
| 11   | A.T.S.          | 0      |
| 12   | Stebro-Ford     | 0      |
| –    | Gilby-B.R.M.    | 0      |